# Derrick Favors
Derrick Bernard Favors (ur. 15 lipca 1991 w Atlancie) – amerykański koszykarz, grający na pozycji silnego skrzydłowego.
W 2009 roku wystąpił w dwóch meczach gwiazd szkół średnich – McDonald’s All-American i Jordan Classic, w obu został też uznany MVP. W tym samym roku został wyróżniony przez kilka organizacji tytułem najlepszego zawodnika szkół średnich stanu Georgia (Georgia Gatorade Player of the Year - 2008, 2009, Georgia Mr. Basketball) oraz całego kraju (Morgan Wootten National Player of the Year, Naismith Prep Player of the Year, Parade Player of the Year, USA Today’s High School Player of the Year, Mr. Basketball USA).
Favors jest absolwentem South Atlanta High School, grał w lidze NCAA broniąc wówczas barw uniwersytetu Georgia Tech Yellow Jackets z rodzinnej Atlanty. W 2010 roku zrezygnował z trzech ostatnich lat studiów, na rzecz zgłoszenia się do Draftu NBA. Został wybrany w pierwszej rundzie z numerem 3 przez New Jersey Nets.
W lutym 2011 brał udział w wymianie, w ramach której trafił do Utah Jazz.
7 lipca 2019 trafił w wyniku wymiany do New Orleans Pelicans.
24 listopada 2020 dołączył po raz kolejny w karierze do Utah Jazz. 30 lipca 2021 został wytransferowany do Oklahoma City Thunder.

## Osiągnięcia
Stan na 21 października 2023, na podstawie, o ile nie zaznaczono inaczej.
NCAA
- Uczestnik turnieju NCAA (2010)
- Debiutant roku konferencji Atlantic Coast (ACC – 2010)[6]
- Zaliczony do I składu:
  - turnieju ACC (2010)
  - najlepszych zawodników pierwszorocznych ACC (2010)

NBA
- Zaliczony do II składu debiutantów NBA (2011)[7]
- Uczestnik Rising Stars Challenge (2011, 2012)